# 3-Јodotironamin
3-Jodotironamin (T1AM) je endogeni tironamin. T1AM je ligand visokog afiniteta za trag amin-asocirani receptor TAAR1 (TAR1, TA1), nedavno otkriveni G protein spregnuti receptor. T1AM je najpotentniji TAAR1 agonist do sada otkriven. Aktivacija TAAR1 receptora T1AM ligandom dovodi do produkcije velikih količina cAMP-a. Taj efekat je spregnut sa sniženjem telesne temperature i srčanog izlaza. T1AM je deo signalnog puta koji moduliše srčanu funkciju.

## Spoljašnje veze
- 3-iodothyronamine на 